# Cinéma bis
 (novembre 2009).
Si vous disposez d'ouvrages ou d'articles de référence ou si vous connaissez des sites web de qualité traitant du thème abordé ici, merci de compléter l'article en donnant les références utiles à sa vérifiabilité et en les liant à la section « Notes et références ».
Pour les articles homonymes, voir Bis.
Le cinéma bis désigne des films réalisés en reprenant des recettes déjà éprouvées, mais tournés avec des moyens réduits et destinés au public populaire. Le cinéma bis fait référence généralement à un cinéma de genre qui recouvre l’ensemble de la série B et de la série Z, mais également le cinéma d’exploitation et plus généralement les films destinés naguère au circuit des salles de quartier ou des drive in.

## Histoire et classification
Dans les années 1950, l’influence de la critique de film, exprimée notamment par des revues comme les Cahiers du cinéma ou Positif, la politique des auteurs et un phénomène comme la Nouvelle Vague provoque une analyse et même une sur-analyse des films. L’essor des ciné-clubs, des cinéphiles et l’importance accordée aux auteurs fait sortir de l’oubli des historiens des cinéastes dont le travail va modifier l’orientation du cinéma de l’époque. Un regard neuf est posé sur ce dernier. Si bien qu’à la fin de la décennie, le cinéma européen est en pleine mutation et profite de l’essoufflement momentané du cinéma américain, dont Hollywood est en pleine crise (Nouvelles lois anti-trust, arrivée de la télévision…) pour remplacer la série B « authentique » (moyen-métrage bon marché destiné à être présenté avant le film principal dit A) et la baisse de production des films de genres populaires aux États-Unis. Les pays européens se lancent alors dans le cinéma d’aventure qui gagne en popularité. À cette occasion, le film policier, le péplum, le western avec Sergio Leone en Italie et le film d’espionnage refont surface. C’est l’émergence des « indépendants ».
Alors que l’âge d’or du cinéma bis européen se termine au début des années 1970, le jeune cinéma américain, issu des indépendants, commence à émerger et donne naissance au « Nouvel Hollywood ». Érotisme, et pornographie ont du succès sur le marché. Ne subsistent alors que quelques genres européens, comme le giallo, les films érotiques et les films d’horreur. Ce qu’on appelle le « cinéma de quartier » touche à sa fin. De nos jours, des réalisateurs comme Christophe Gans ou Quentin Tarantino tentent de perpétuer une certaine tradition en important dans le cinéma mainstream les codes du cinéma bis, mais de nos jours, le cinéma bis (ou tout du moins son héritage) est toujours visible, notamment dans les cinémathèques, qui le diffusent régulièrement, sur certaines chaînes câblées pendant les heures creuses ainsi que via des DVD à bas prix édités de manière plus ou moins soignée.

### Invention du terme
On ne peut déterminer clairement qui a utilisé le terme de « cinéma bis » pour la 1re fois (au contraire de celui de « documentaire », de « Nouvelle Vague » ou du « Néo-Réalisme »), mais on peut dire que la 1re revue à s’y intéresser est Présence du cinéma en décembre 1960.

### Un cinéma différent
L’émergence de la notion du « bis » est liée à une volonté de réhabiliter des films, des cinéastes oubliés. Cela passe d’abord par le retour de genres méprisés et considérés comme décadents, voire éteints : le Fantastique, l’Érotisme… On peut dire que cette notion regroupe des films répondant à des critères comme : être des films de genre, à caractère populaire et commercial (fantastique, péplum, aventure, western, etc.) être des films à budget très limité, de qualité inférieure par rapport au modèle économique dominant et être méprisé par les instances de légitimation sociales dominantes : critiques, historiens, etc.

## Genres
Le cinéma bis, bien que difficile à définir, s’articule autour du système de genre cinématographique, qui permet au spectateur de comprendre rien qu’en voyant l’affiche du film ou son nom ce qu’il s’apprête à voir. Ces films ne sont pas a priori choisis par le public pour leur réalisateur ou leur distribution mais pour le genre auquel ils appartiennent.
De par son caractère à la fois rétro et innovant mais surtout intemporel, le cinéma bis porte en son sein des genres de films éprouvés et surreprésentés ainsi que des genres inédits ou propres au cinéma de faible budget.

### Fantastique
- Post-apocalyptique : aussi appelé « Post Nuke », ces films prennent place dans un contexte post-apocalyptique qui fait souvent suite à un cataclysme nucléaire. Ce genre, popularisé par Mad Max et sa suite, fut produit en masse en Italie et aux Philippines, et se reconnait par ses décors d’usine désaffecté, de ruines sableuses et de terrains vagues.
- Space opera : dans la droite lignée des Star Wars et Star Trek, les space opera proposent des voyages et aventures galactiques.
- Robots/cyborgs/androïdes : Sous-genre très représenté, notamment dans les films de Série B, lancé par Terminator et RoboCop, caractérisé par la présence d’un héros ou anti-héros mi-homme mi-machine (cyborg), totalement robotisé ou robotique à forme humaine (androïde).
- Anticipation : Le film d’anticipation propose une hypothèse sur l’avenir du monde et est fortement représenté dans le cinéma bis, de par la souplesse créative et budgétaire qu’il permet.
- Préhistorique : habituellement sujet de documentaire, la préhistoire est à l’honneur dans de nombreuses Série B, qui nous proposent des dinosaures et autres homo sapiens intemporels.

### Horreur
- Zombie : de tous les sous-genres du cinéma bis, c’est celui qui est le plus représenté. Surfant sur le succès des films de George A. Romero, de nombreux réalisateurs de Série B s’emparèrent de la créature zombie, facile à créer, ne nécessitant pas d’effets spéciaux autre que du maquillage, ni un grand jeu d’acteur. Tous les types de zombies ont ainsi été abordés : zombie lent, rapide, stupide, mesquin, joueurs voire pervers.
- Gore : le film gore fait la part belle au sang et aux déchiquetages organiques dans de « joyeuses » scènes de mort. Très populaire en Série B.
- Monstres géants : genre popularisé par les kaiju-eiga, films japonais dont Godzilla fait partie, les films de monstres donnent la vedette à des créatures gigantesques qui rasent tout sur leur passage, ou à des animaux hypertrophiés mangeurs d’hommes.
- Cannibales : sous-genre inspiré du succès de Cannibal Holocaust qui met en scène des individus ou tribus de cannibales aux prises avec des héros ethnologues.
- Épouvante : sous-genre réservé aux créatures tels que les fantômes, vampires, loup-garou ou encore momie, très représenté en Série B.
- Giallo : film aux influences policier/gore, le Giallo est un genre presque exclusivement italien, dérivé des romans low cost du même nom, qui décrit des histoires de meurtres sanglants souvent perpétués contre de jolies jeunes femmes.
- Slasher : ce sous-genre fait part belle aux tueurs psychopathes, aux adeptes de la tronçonneuse et de la machette. Très représenté en série B, le slasher est un film gore et prévisible qui offre au méchant l’occasion d’étriper de jeunes étudiants en vacances.

### Érotique
- Nazisploitation : Les films appartenant à cette catégorie ont la particularité d’être intégralement bâtis sur l’exhibition des tares des nazis, notamment sous leur jour sexuel. Les films de nazisploitation ont pour la plupart été réalisés dans les années 1970, principalement en Italie mais également dans d’autres pays comme les États-Unis. Le genre se caractérise par une propension à vouloir choquer le public par tous les moyens, par la description de sévices grand-guignolesques, scènes sado-masochistes et tortures de femmes nues.
- Nunsploitation : sous-genre très codifié et principalement italien, qui met en scène des religieuses expérimentant les plaisirs de la chair.
- Sexy comédies : comédie mettant en scène des adolescents ou jeunes adultes, généralement dans le cadre de vacances en bord de mer, où le sexe est abordé de façon naïve ou trash, la comédie reposant sur les quiproquos et les gags qui précèdent ou font suite à l’acte sexuel.

### Épique
- Heroic fantasy : mondes imaginaires et guerriers mystiques. Conan le Barbare a servi de tremplin à un genre très apprécié et produit en Italie.
- Péplum : grandes fresques épiques avec batailles historiques et nombreux figurants. Genre peu représenté en série B.
- Aventure : les péripéties mouvementées d’un héros souvent très stéréotypé.

### Action
- Guerre : genre très représenté car peu onéreux et toujours en vogue.
- Super-héros : genre très représenté, notamment chez les Italiens et les Turcs.
- Espionnage : La saga James Bond a donné des ailes à beaucoup de producteurs, qui se sont appliqués depuis à éprouver au maximum la recette de ce genre.
- Arts martiaux : Composante essentiel de la Série B, aussi appelé Bruceploitation en référence aux films de Bruce Lee, le film d’art martiaux permet à un héros, asiatique ou non, de combattre de nombreux antagonistes, le film trouvant son intérêt dans les chorégraphies de combats, omniprésentes.
- Western :
- Carcéral : sous-genre populaire auprès des producteurs car facile à tourner (huis clos), le film carcéral présente en général une héroïne qui va devoir composer avec son nouvel environnement pour tenter la grande évasion ou tout simplement survivre à la torture et aux bassesses.

### Comédie
- Comédie musicale : le genre de la comédie musicale englobe des centaines de productions allant du classic rock au disco, mais aussi plus loin avec le groovy psychédélique.

## Un cinéma subversif
Le cinéma bis serait un cinéma qui échappe à l’embourgeoisement en ce qu’il évince le goût de l’ordre, du confort et du respect des conventions filmiques. Il offre un spectacle immoral et une exploitation décomplexée des procédés et clichés. La multiplicité des genres et sous-genres, l’originalité des modes de production excluent d’emblée toute approche structurelle. En raison de son approche subversive, il est reproché tout à la fois à un même type de cinéma d’être l’instrument d’une subversion plus ou moins violente des codes établis au sein d’un ordre culturel donné, mais aussi de contribuer au conservatisme social par la transformation du spectateur en un sujet « non pensant » et, partant de là, réceptif à toutes sortes d’idéologies. Il reste que le cinéma bis agresse (volontairement ou par maladresse) le principe de l’effet de réalité en simplifiant de manière outrancière les situations, et qui affaiblit considérablement la place du récit filmique. C’est un cinéma incitant à une consommation nonchalante de la part du spectateur et fonctionnant essentiellement au moyen de leurres pour relancer la curiosité. En d’autres termes, dans le cinéma bis, la séquence primerait le récit, non pas par choix, mais en raison de facteurs multiples tenant au genre (le cinéma pornographique ou le film de karaté par exemple), à la pauvreté des moyens financiers et techniques investis dans le film, aux conditions de tournage ou à la médiocrité de certains. Il a alimenté une sorte de monde parallèle du cinéma dans lequel il a ses propres circuits de diffusions, ses vedettes, son public et sa presse spécialisée.

## Aspects techniques

### Faibles moyens et budget
Le cinéma bis, qui inclut des films de séries B et série Z ainsi que du cinéma d’exploitation s’est d’abord construit autour du concept des cinémas de quartier, très implantés aux États-Unis, en France et en Italie à partir des années 1950. Ces cinémas proposaient alors deux films pour le prix d’un, et attiraient un certain public, ce qui permit aux industries du « bis » de se développer. Aujourd’hui[Quand ?], le cinéma bis n’existe que grâce à des passionnés ayant acquis une certaine notoriété (comme le réalisateur Italien Dario Argento) pour un public de passionnés, ainsi que grâce à des amateurs de nanars qui font redécouvrir des œuvres restées jusque-là confidentielles, leur donnant parfois un statut de culte.
De tous temps, il y eut pour le bis cette obligation, mais parfois volonté, du petit budget : le public restreint et la double affiche obligeant les producteurs à une quête du moindre coût. Cela se traduit par des acteurs débutants voir bénévoles, l’absence de matériel d’envergure (comme les dolly ou les chariots) et de faibles budgets pour les décors, costumes et effets spéciaux (détail flagrant dans les films de Science Fiction).
Le « bis » use de certains artifices pour compenser la faiblesse budgétaire, dont certains sont facilement reconnaissables :
- plan identique monté deux fois ;
- utilisation d’écrans verts pour de nombreux plans en extérieur ;
- utilisation d’un même entrepôt pour toutes les scènes intérieures ;
- surenchère de plan serré sur le(s) visage(s) des acteurs regardant au loin, qui permet de traiter l’objet regardé dans un autre plan ou via effets spéciaux ;
- peu de plans-séquences.

### Des techniques cinématographiques inventives
Techniquement limité en matériel de pointe, le cinéma bis fait part belle à l’inventivité concernant les techniques filmiques.
Sam Raimi, dans son premier film Evil Dead, a popularisé une technique de prise de vue en travelling dynamique appelée « Shakycam ». À l’aide d’une mobylette, le caméraman peut évoluer rapidement tout en ayant à sa portée une multitude d’angles de vue, plongée et contreplongée compris. Cette technique demande une grande dextérité, mais aboutit à des travelling particulièrement rythmés, et à des plans séquences déjantés.

## Festivals
- Hallucinations collectives (Lyon), organisé par l'association ZoneBis
- Le Festival des Maudits Films[1], organisé par le Centre culturel cinématographique de Grenoble[2].
- Offscreen (Bruxelles)

## Éditeurs de DVD francophones spécialisés dans le bis
- Artus Films
- Bach Films
- Le Chat qui fume
- Uncut Movies
- PulseStore
- The Ecstasy of Films
- Frenezy